# Nationella operativa avdelningen
Polisens nationella operativa avdelning (Noa) är en i januari 2015 inrättad organisationsenhet inom Polismyndigheten, som ersatte den tidigare Rikskriminalen.
Den nationella operativa avdelningen leder Polismyndighetens operativa verksamhet och kan besluta om insatser och resursförstärkningar i hela landet i olika typer av verksamheter. Den har vad som betecknas "funktionsansvar", inklusive personalansvar och resultatansvar, för den Nationella insatsstyrkan, Polisflyget, det Nationella bombskyddet och sektionen för särskilda insatser. Inom avdelningen finns också de arbetsuppgifter som den tidigare centrala gränskontrollenheten haft.
Avdelningen svarar inom polismyndigheten som dess kontaktpunkt mot Säkerhetspolisen, Försvarsmakten och Försvarets radioanstalt.
Nationella operativa avdelningen utreder kulturarvsbrott, krigsbrott, artskyddsbrott (CITES-brott), immaterialrättsliga brott, penningtvätt och finansiering av terrorism samt korruptionsbrott.

## Enheter
Inom avdelningen finns enheter för operativ verksamhet, utredningar, underrättelseverksamhet, internationella frågor och beredningar. Inom underrättelseenheten finns bland annat ett kansli som driver samordningsfunktionen mot åtgärder för penningtvätt och mot finansiering av terrorism.

### Samordningsfunktionen mot penningtvätt och finansiering av terrorism
Polismyndigheten fick 2018 i uppdrag att upprätta en samordningsfunktion mot penningtvätt och finansiering av terrorism. Samordningsfunktionen placerades vid underrättelseenheten på Noa. Inom funktionen samordnas 16 myndigheters och organisationers arbete mot penningtvätt och finansiering av terrorism. Dessa är Bolagsverket, Brottsförebyggande rådet, Ekobrottsmyndigheten, Fastighetsmäklarinspektionen, Finansinspektionen, Kronofogden, Länsstyrelserna, Polisen, Revisorsinspektionen, Skatteverket, Spelinspektionen, Sveriges Advokatsamfund, Säkerhetspolisen, Tullverket och  Åklagarmyndigheten. Till funktionen finns ett kansli som ansvarar för att driva arbetet i samordningsfunktionen framåt och exempelvis leda de arbetsgrupper som drivs inom ramen för samordningsfunktionen.
Nationella bombskyddet (NBS)
Nationella bombskyddet (NBS) biträder polisregionerna vid händelser med misstänkta farliga föremål som antas innehålla explosiva, kemiska, biologiska, radiologiska eller nukleära ämnen.
Nationella bombskyddets huvuduppdrag kan beskrivas enligt nedan:
- Hantering av farliga föremål – NBS ska respondera mot misstänkt farliga föremål och konstaterade farliga föremål i varierande urbana miljöer.
- Terrorhändelse – NBS ska med kort varsel kunna gå mot en befarad terrorhändelse vilket initialt sannolikt innebär bristfälliga ingångsvärden och osäker miljö. Bombtekniker från NBS ska samverka i händelsen med andra polisiära resurser men ska också kunna arbeta självständigt.
- CMD-uppdrag – NBS ska hantera inkomna uppdrag med konventionell ammunition och sprängämnen genom att initialt bedöma föremålens farlighet/hanterbarhet och behov av omedelbar eller framtida åtgärd.
- Säkerhetsundersökningar – NBS ska bistå Säkerhetspolisen och Polismyndigheten med säkerhetsundersökningar inför planerade aktiviteter/evenemang där det föreligger en potentiell hotbild mot arrangemanget och/eller dess deltagare.
- CBRN – NBS ska kunna fullgöra sina arbetsuppgifter inom huvuduppdraget i en konstaterad eller potentiell riskmiljö inom området CBRN.
- Proaktiva uppdrag – NBS ska vara en aktiv och tillgänglig resurs i förebyggande arbete i samverkan med andra polisiära enheter i miljöer där det kan förväntas finnas explosiver eller personer med koppling till sprängningar eller bombtillverkning.
- Reaktiva uppdrag – NBS ska vara en aktiv och tillgänglig resurs i arbetet efter en händelse där explosiver i någon form har använts. Exempel kan vara husrannsakningar i varierande miljöer efter sprängningar eller då gärningsmän med historik av sprängmedelshantering/bombbyggande ska gripas.

## Chefer
- 2015–2020 Mats Löfving
- 2020– Johan Olsson[1]